# Мияке (посёлок)
Мияке (яп. 三宅町 Миякэ-тё:) — посёлок в Японии, находящийся в уезде Сики префектуры Нара. Площадь посёлка составляет 4,07 км², население — 7086 человек (1 августа 2014), плотность населения — 1741,03 чел./км².

## Географическое положение
Посёлок расположен на острове Хонсю в префектуре Нара региона Кинки. С ним граничат город Тэнри и посёлки Каваниси, Таварамото, Корё, Каваи.

## Население
Население посёлка составляет 7086 человек (1 августа 2014), а плотность — 1741,03 чел./км². Изменение численности населения с 1980 по 2005 годы:
| 1980 | 8560 чел. |  |
| 1985 | 8536 чел. |  |
| 1990 | 8620 чел. |  |
| 1995 | 8584 чел. |  |
| 2000 | 8042 чел. |  |
| 2005 | 7764 чел. |  |

## Символика
Деревом посёлка считается Osmanthus fragrans, цветком — яэдзакура.